# Jimmy Toeroemang
Jimmy Ronald Toeroemang is een inheems leider in Suriname. Hij volgde in september 2021 Asongo Alalaparoe op als granman van het Trio-volk.

## Biografie
Toeroemang werd ongeveer in 1990 of 1991 geboren. Hij is de kleinzoon van Trio-granman Asongo Alalaparoe uit zuidelijk Suriname en zetelt in Kwamalasamoetoe.
Medio 2017 kende zijn grootvader al enige tijd gezondheidsproblemen en maakten zij aan minister Edgar Dikan bekend dat Toeroemang hem mettertijd zou opvolgen. Op dat moment liep hij stage bij zijn grootvader. Alalaparoe lichtte toe dat Toeroemang werd gesteund door een groot deel van de stam; Dikan zegde in de ontmoeting alle steun vanuit de regering toe.
Tijdens een bijeenkomst op 18 september 2021 in Kwamalasamoetoe droeg Alalaparoe zijn granmanschap aan Toeroemang over. Vanuit inheemse zijde waren hier afgevaardigden van VIDS en verschillende dorpshoofden bij aanwezig. Vanuit de politiek woonden vicepresident Ronnie Brunswijk en districtscommissaris Merilu Sapa van Coeroenie de ceremonie bij. Hierna werd hij op bestuurlijk niveau en in zijn contact met de overheid ingewerkt door het Amazon Conservation Team en op 11 maart 2022 door president Chan Santokhi ingewijd als groot-opperhoofd van de Trio.
Trio/Wayana (lijst) · 
Aluku (lijst) · 
Aukaners (lijst) · 
Kwinti (lijst) · 
Matawai (lijst) · 
Paramaccaners (lijst) · 
Saramaccaners (lijst)
politiek in Suriname · granman · kapitein · basja